# Aeroportul El Edén
Aeroportul El Edén (IATA: AXM, ICAO: SKAR) este un aeroport din Armenia⁠(d), Quindío Department⁠(d), Columbia ce deservește zona Armenia⁠(d). Aeroportul a fost tranzitat în 2022 de 637.844 de pasageri.
Situat la o altitudine de 1.216 m, aeroportul dispune de 1 pistă.

## Infrastructură

### Piste
Aeroportul dispune de o singură pistă. Pista 02/20 are suprafața de asfalt și dimensiunile 2.500 m × . 